# Estación de Mexilhoeira Grande
La Estación de Mexilhoeira Grande, más conocida por Estación de Mexilhoeira, es una plataforma ferroviaria de la Línea del Algarve, que sirve a la localidad y parroquias de Mexilhoeira Grande, en el ayuntamiento de Portimão, parte del Distrito de Faro, en Portugal.

## Características

### Localización y accesos
Esta plataforma tiene acceso por la Ruta de la Estación Ferroviaria, junto a la localidad de Mexilhoeira Grande.

### Vías y plataformas
En 2005, esta estación se encontraba en estado de uso permanente. Poseía, en 2009, dos vías de circulación, ambas con 213 metros de extensión, y dos plataformas, la primera con 81 metros de longitud y 60 centímetros de altura, y la segunda, con 82 metros de extensión y 25 centímetros de altura.

## Historia

### Planificación, construcción e inauguración
El 15 de febrero de 1899, fue inaugurada la estación de Ferragudo-Portimão (actualmente Apeadero de Ferragudo-Parchal), terminando la construcción del Ramal de Portimão. En el anteproyecto para el tramo siguiente, hasta Lagos, elaborado el 20 de marzo de 1900 por el ingeniero António da Conceiçao Parreira, estaba planeada la construcción de una estación junto a la localidad de Mexilhoeira Grande; esta plataforma debería tener un curso recto y fin de vías, y debía ser paralela a la Ruta Nacional 125. Este tramo fue abierto a la explotación el 30 de julio de 1922.

### sigloXXI
En 2005, fue inaugurado, en las antiguas instalaciones de esta estación, el Centro de Interpretación Ambiental de la Ria de Alvor. La estación es, así mismo, el punto de partida y término del circuito natural A Roca Delicada, siendo colocado, junto al edificio principal, un panel informativo con información sobre este recorrido.